# Валетудо (супутник)
Валетудо (Valetudo) — супутник Юпітера, також відомий як Юпітер LXII або під тимчасовим позначенням S/2016 J 2. Він був виявлений Скоттом Шеппардом та його групою під час дослідження даних, отриманих за допомогою 6,5-метрового телескопу «Бааде» обсерваторії Лас-Кампанас ще у 2016 році. Оголошено про це відкриття було лише 17 липня 2018 року в електронному циркулярі Центру малих планет разом з повідомленнями про виявлення ще дев'ятьох супутників Юпітера. Окрім даних з Лас-Кампанас, це оголошення також посилалося на дані, отримані за допомогою 8,1-метрового телескопа «Джемені-Північ» з обсерваторії Мауна-Кеа, а також 4-метрового рефлектора з Міжамериканської обсерваторії «Серро Тололо».

## Характеристики
Валетудо має діаметр близько 1 км і обертається навколо Юпітера на відстані близько 19 мільйонів кілометрів. Нахил його орбіти становить 34 градуси, а ексцентриситет дорівнює 0,222 Він має прямий напрямок обертання і робить оберт приблизно за півтора роки. Орбіта Валетудо перетинається з ретроградними орбітами кількох інших супутників, і не виключена можливість його зіткнення з ними в майбутньому.

## Назва
Після виявлення супутник тимчасово позначили як S/2016 J 2, поки не отримав назву в 2018 році. Назву на честь Валетудо запропонували разом з оголошенням про відкриття. Валетудо — давньоримська богиня, онучки бога Юпітера, покровителька здоров'я та гігієни (давні греки, у яких римляни запозичили цю богиню, звали її Гігеєю) 3 жовтня 2018 року цю назву затвердила робоча група МАС з найменування небесних тіл.